# Хорь, Николай Михайлович
Николай Михайлович Хорь (1923—1945) — наводчик миномёта миномётной роты 1-го стрелкового батальона 147-го гвардейского стрелкового полка 49-й гвардейской стрелковой дивизии, младший лейтенант Рабоче-крестьянской Красной Армии, участник Великой Отечественной войны, Герой Советского Союза (1945).

## Биография
Николай Хорь родился 25 сентября 1923 года в станице Ирклиевская (ныне — Выселковский район Краснодарского края). Окончил семь классов школы. В июне 1942 года Хорь был призван на службу в Рабоче-крестьянскую Красную Армию. С июля 1943 года — на фронтах Великой Отечественной войны. В 1944 году Хорь окончил командные пехотные курсы.
Служил наводчиком миномёта миномётной роты 1-го стрелкового батальона 147-го гвардейского стрелкового полка 49-й гвардейской стрелковой дивизии.
На 3-м Украинском фронте участвовал в Березнеговато-Снигирёвской наступательной операции (6-18 марта 1944 года). На её завершающем этапе 18 марта 1944 года в бою за деревню Копани Николаевской области, когда противник превосходящими силами пехоты при поддержке четырёх танков перешёл в контратаку на позиции 1-го стрелкового батальона гвардии сержант Н. М. Хорь, невзирая на ожесточённый пулемётный и миномётный огонь противника выкатил свой миномёт на открытую позицию.
Открыв огонь по наступающей пехоте противника, отважный миномётчик уничтожил свыше 20 фашистов, в результате чего остановил вражескую пехоту на главном участке контратаки противника. В этом бою был ранен в плечо, но не ушёл с поля боя, а, получив медицинскую помощь, остался на боевых позициях, за что был награждён орденом Славы 3-й степени.
К январю 1945 года гвардии младший лейтенант Николай Хорь командовал взводом 180-го гвардейского стрелкового полка 60-й гвардейской стрелковой дивизии 5-й ударной армии 1-го Белорусского фронта.
Отличился во время освобождения Польши. 14 января 1945 года взвод Хоря участвовал в прорыве немецкой обороны в районе населённого пункта Буды-Аугустовске. В критический момент Хорь поднял свой взвод в атаку и захватил немецкие траншеи, нанеся противнику большие потери. В том бою он погиб. Похоронен в селе Гаць под городом Варка.
Указом Президиума Верховного Совета СССР от 27 февраля 1945 года гвардии младший лейтенант Николай Хорь посмертно был удостоен высокого звания Героя Советского Союза. Также был награждён орденами Ленина и Славы 3-й степени, медалью.
Из наградного листа к званию Героя Советского Союза:

При прорыве сильно укрепленной полосы противника на плацдарме на западном берегу реки Висла западнее города Магнушева 14.1.1945 года рота под сильным огнём противника залегла. Тов. Хорь поднялся и с криком: «За Родину! За Сталина!» смело повёл в бой всех бойцов, достиг с нею траншей противника, завязалась рукопашная схватка, в которой тов. Хорь погиб.
За образцовое выполнение боевого задания командования и проявленное при этом мужество и геройство тов. Хорь достоин присвоения звания Героя Советского Союза.
Командир 180-го гвардейского стрелкового Краснознаменного полка гвардии майор Д. В. Кузов.
18 января 1945 года.— 
Награждён орденом Ленина (27.02.1945), орденом Славы 3-й степени (13.05.1944), медалью «За отвагу» (21.10.1943).

## Память
- Имя Героя увековечено на мемориальной арке в Краснодаре.
- Имя Героя высечено золотыми буквами в зале Славы Центрального музея Великой Отечественной войны в Парке Победы города Москвы.

- На могиле героя установлен надгробный памятник.
- Бюст установлен в городе Калач Воронежской области.